# Уральцева, Нина Николаевна
Нина Николаевна Уральцева (24 мая 1934 года, Ленинград) — советский и российский математик, доктор физико-математических наук, профессор СПбГУ, лауреат премии имени П. Л. Чебышева (1966), лауреат Государственной премии СССР (1969), заслуженный деятель науки Российской Федерации (2000), награждена орденом Дружбы (2007).

## Биография
Родилась 24 мая 1934 года в Ленинграде.

В 1956 году с отличием окончила физический факультет Ленинградского государственного университета (СПбГУ), кафедра высшей математики и математической физики.

В 1957—1959 годах учёба в аспирантуре, физический факультет ЛГУ, под руководством О. А. Ладыженской.

В 1959 году начала работу на кафедре математической физики математико-механического факультета ЛГУ (СПбГУ) ассистентом, затем получила звание доцента, а в дальнейшем — профессора.

В 1960 году — защита кандидатской диссертации на тему «Регулярность решений многомерных квазилинейных эллиптических уравнений и вариационных задач».

В 1964 году — защита докторской диссертации на тему «Краевые задачи для квазилинейных эллиптических уравнений и систем второго порядка».

С 1968 году работала в учёном звании профессора по кафедре математической физики матмеха, а с 1974 года — заведующая этой кафедрой.

## Научная деятельность
Основные труды в области уравнений с частными производными.

Разработка (совместно с Ладыженской) новых сильных методов исследования гладкости обобщённых решений, в результате появилась весьма полная теория разрешимости классических краевых задач для таких уравнений и получение окончательных результатов по 19-й и 20-й проблемам Гильберта.

Специалист мирового уровня по теории вариационных неравенств и задач со свободными границами.

Автор оригинального общего курса математической физики для математиков, ряд спецкурсов.

Публикаций — 65, цитирований — 2229, индекс Хирша — 7.

Под её руководством защищено 14 кандидатских и 3 докторских диссертации.

### Общественная деятельность
Ответственный редактор ежегодных изданий «Труды Санкт-Петербургского математического общества» и «Проблемы математического анализа», переводящихся на английский язык.
Член редколлегий журналов «Алгебра и анализ» (была заместителем главного редактора), «Вестник Санкт-Петербургского государственного университета» и «Lietuvos matematikos rinkinys».
Неоднократно принимала участие в работе международных научных конференций и конгрессов, а также в работе Международного института М. Г. Митаг-Леффлера.

### Избранные научные труды
- Линейные и квазилинейные уравнения эллиптического типа / Ладыженская О. А., Уральцева Н. Н. — М.: Наука, 1964.
- Линейные и квазилинейные уравнения параболического типа / Ладыженская О. А., Солонников В. А., Уральцева Н. Н. — М.: Наука, 1973.

## Награды
- Премия Ленинградского Университета за научную работу (1961)
- Премия имени П. Л. Чебышева (совместно с О. А. Ладыженской) (1966) — за работу «Линейные и квазилинейные уравнения эллиптического типа»
- Государственная Премия СССР (1969)
- Медаль «За трудовое отличие» (1971)
- Премия Ленинградского Университета «За педагогическое мастерство» (1987)
- Заслуженный деятель науки Российской Федерации (2000)
- Почётный Профессор СПбГУ (2003)
- Почётный работник высшего профессионального образования Российской Федерации (2004)
- Премия имени А. Гумбольдта (2005)
- Почётный профессор Королевской Высшей Технической школы (Стокгольм) (2006)
- Орден Дружбы (2007)
- Премия имени П. Л. Чебышева Правительства Санкт-Петербурга (2017) — за выдающийся вклад в теорию задач со свободными границами[2]